# Notyst Dolny
Notyst Dolny (niem. Nieder Notisten) – osada w województwie warmińsko-mazurskim, w powiecie mrągowskim, w gminie Mrągowo. Miejscowość wchodzi w skład sołectwa Notyst Mały. W latach 1975–1998 miejscowość administracyjnie należała do województwa olsztyńskiego.

## Historia
Osada powstała jako wybudowanie w obrębie wsi Notyst Wielki około 1800 roku. W 1838 r. był to dwór na prawie chełmińskim, obejmujący 6 domów z 39 mieszkańcami. W 1904 r. dwór obejmował 33 włók. W 1907 r. Notyst Wielki i Notyst Dolny stanowiły jeden majątek o powierzchni 492,17 ha, którego właścicielami byli M. Enoch i A. Brunn (dwór jednak był w Notyście Dolnym). W majątku istniały: gorzelnia, młyn wodny i wiatrak, zajmowano się hodowlą koni i bydła.
Po 1945 r. utworzono tu PGR. Pałac nie został zniszczony podczas wojny, ale później Armia Czerwona najpierw zniszczyła ściany i dach, potem pałac został rozgrabiony przez żołnierzy i ludność. Po wojnie obiekt stał się mieniem państwowym. Odnowione zostały elewacje, w których były dziury po pociskach i stał się siedzibą PGR. Pomieszczenia na poddaszu wykorzystywane były jako mieszkania komunalne dla pracowników. 
W 1973 r. do sołectwa Notyst Mały należały także: Notyst Dolny i Notyst Wielki. Pod koniec XX w. zrujnowany pałac został kupiony przez prywatnego inwestora i zaczęto go remontować.  